# 10 Items or Less – Du bist wen du triffst

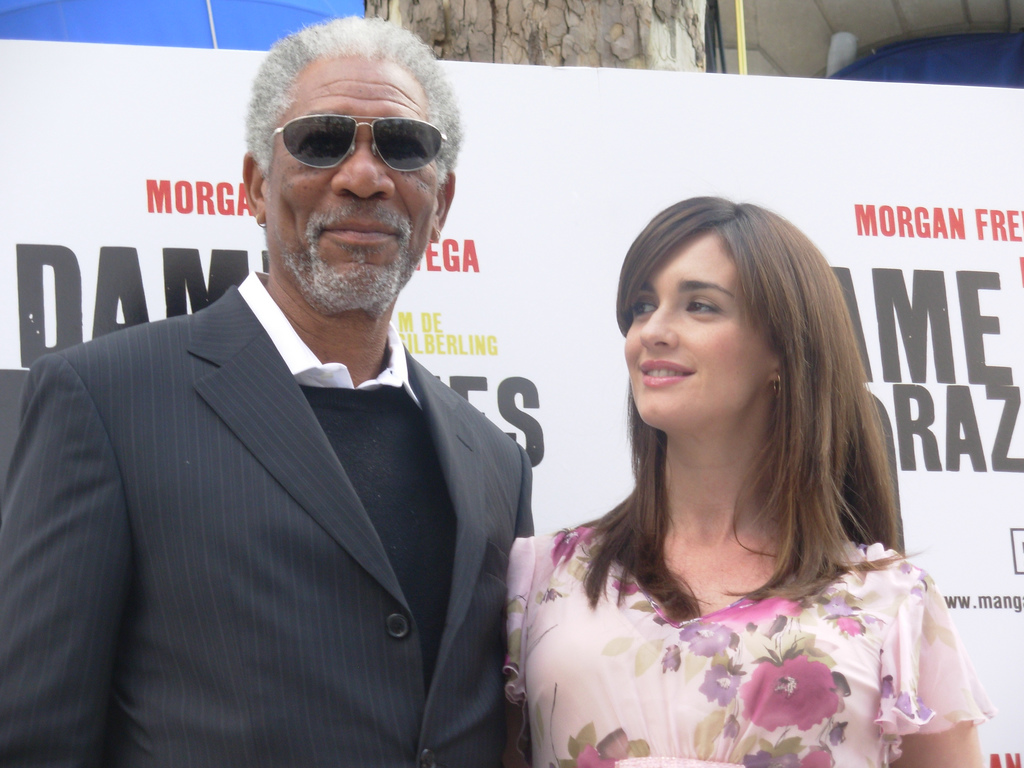
Freeman und Vega

10 Items or Less – Du bist wen du triffst ist eine US-amerikanische Filmkomödie des Regisseurs und Drehbuchautors Brad Silberling. In den beiden Hauptrollen sind Morgan Freeman und Paz Vega zu sehen.

## Handlung
‚Er‘ ist ein in die Jahre gekommener, ehedem gefragter Schauspieler, der seit vier Jahren kein Engagement mehr hatte. Während der Vorbereitung auf eine Rolle in einem Independent-Film, die er schließlich annimmt, lernt er Scarlet kennen, eine junge Kassiererin in einem Latino-Supermarkt in einem Vorort von Los Angeles. Nachdem er von seinem Fahrer verlassen wurde, scheint Scarlet seine einzige Chance zu sein, zurück nach Hollywood zu kommen. Auf der Fahrt lernen die beiden Protagonisten sich kennen, wie auch die Gemeinsamkeiten und Unterschiede der Welten, aus denen sie kommen.

## Synchronisation
Die Produktion erfolgte bei Mono Production in Berlin nach einem Dialogbuch von Marie-Luise Schramm und unter der Regie von Frank Preissler.
| Rolle     | Darsteller        | Sprecher          |
| --------- | ----------------- | ----------------- |
| Big D     | Danny DeVito      | Kaspar Eichel     |
| Bobby     | Bobby Cannavale   | Jörg Hengstler    |
| Er selbst | Morgan Freeman    | Jürgen Kluckert   |
| Lorraine  | Anne Dudek        | Antje von der Ahe |
| Mop Lady  | Alexandra Berardi | Arianne Borbach   |
| Packy     | Jonah Hill        | Björn Schalla     |
| Scarlet   | Paz Vega          |                   |

## Kritik
In den USA erhielt der Film gemischte Kritiken. A. O. Scott von der New York Times lobte den durch ausufernde Gespräche und komische Situationen geprägten entspannten Humor des Filmes. Desson Thomson von der Washington Post bezeichnete den Film als „gut gemeintes, aber gescheitertes Experiment“, da die Chemie zwischen den Charakteren und Schauspielern nicht stimme.
In Deutschland war der Film nicht im Kino zu sehen, sondern wurde 2007 von den Printmedien weitgehend unbeachtet auf DVD veröffentlicht. Das Lexikon des internationalen Films resümiert: „Der sympathische Film bietet, nicht frei von Selbstreferenzen, ungewöhnliche Unterhaltung und regt zum Nachdenken über das Leben im Ghetto [an].“

## Auszeichnungen
Die Produzentin Julie Lynn wurde 2007 für den Producers Award der Independent Spirit Awards nominiert. Das National Board of Review wertete den Film als einen der besten Independent Filme des Jahres 2006.

## Erwähnenswertes
Der Film hatte ein weltweites Einspielergebnis von rund 1,4 Mio. US-Dollar.

## Vertrieb über Internet
10 Items or Less ist die erste Produktion der Filmgeschichte, die bereits während sie in den Kinos gezeigt wurde, legal aus dem Internet heruntergeladen werden konnte. Der amerikanische Anbieter ClickStar, ein Joint Venture von Morgan Freeman, dem Produzenten Lori McCreary und Intel, veröffentlichte eine digitale Kopie am 15. Dezember 2006, nur 14 Tage nach der Kinopremiere. Die Möglichkeit zur Nutzung des Angebotes war jedoch auf US-amerikanische Benutzer beschränkt. Das American Film Institute wertete die digitale Bereitstellung in seinem Jahresrückblick als eines der bedeutendsten Ereignisse der Filmgeschichte des Jahres 2006.